# Robert Lepage
Robert Lepage, född 12 december 1957 i Québec i Québec, är en kanadensisk teaterregissör, filmregissör, manusförfattare och skådespelare som är internationellt verksam.

## Biografi
1978 tog Robert Lepage examen från Conservatoire d’Art Dramatique i Québec och samma år begav han sig till Paris för att studera skådespeleri hos den schweiziske regissören Alain Knapp. 1982 anslöt han sig till teatergruppen Théâtre Repère i Québec som han sedan var konstnärlig ledare för från 1985. 1989 lämnade han gruppen då han blev konstnärlig ledare för den franskspråkiga teatern vid National Arts Centre i Ottawa. 1994 återvände han till Québec och grundade sitt eget kompani Ex Machina som han lett sedan dess. Hans internationella genombrott skedde med den åtta timmar långa The Dragon’s Trilogy 1985-1987 som Théâtre Repère gästspelade med på Københavns Internationale Teater (KIT) och Kanonhallen i Köpenhamn 1991. 1994-1996 skapade han The Seven Streams of the River Ota med Ex Machina som genom åren växte från tre till sju timmar. Den gästspelade hos KIT på Torpedhallen i Köpenhamn 1996. 2005 gästspelade Ex Machina på Det Kongelige Teater i Köpenhamn med The Andersen Project som byggde på flera av H.C. Andersens sagor. 1994 chockade han Londonpubliken när han satte upp William Shakespeares A Midsummer Nights Dream (En midsommarnattsdröm) på Royal National Theatre och lät den utspelas i ett lerbad. Från 1993 har han även regisserat opera och 1995 debuterade han som filmregissör med The Confessional. 2005 regisserade han nycirkusföreställningen Kà för Cirque du Soleil i Las Vegas. Bland priser han tilldelats kan nämnas det europeiska teaterpriset Premio Europa 2007.
Hans stil brukar beskrivas som avantgardistisk och bygger ofta på tekniskt avancerade scenlösningar med inslag av multimedia. Han har gästregisserat på Kungliga Dramatiska Teatern två gånger. 1994 satte han upp August Strindbergs Ett drömspel på Målarsalen där scenografin dominerades av en roterande kub som skådespelarna agerade från och 1998 satte han upp Fernando de Rojas Celestina i översättning av Einar Heckscher på Elverket.